# Adolfo García Sastre
Adolfo García-Sastre (Burgos, 10 de octubre de 1964) es un investigador español, catedrático de medicina y microbiología, codirector del Global Health & Emerging Pathogens Institute y del Icahn School of Medicine at Mount Sinai en Nueva York. Sus investigaciones se centran en mejorar las vacunas contra el virus de la gripe e investigar las interacciones entre estos agentes y sus huéspedes, aunque también investiga otro virus como el flavivirus o el coronavirus.

## Trayectoria

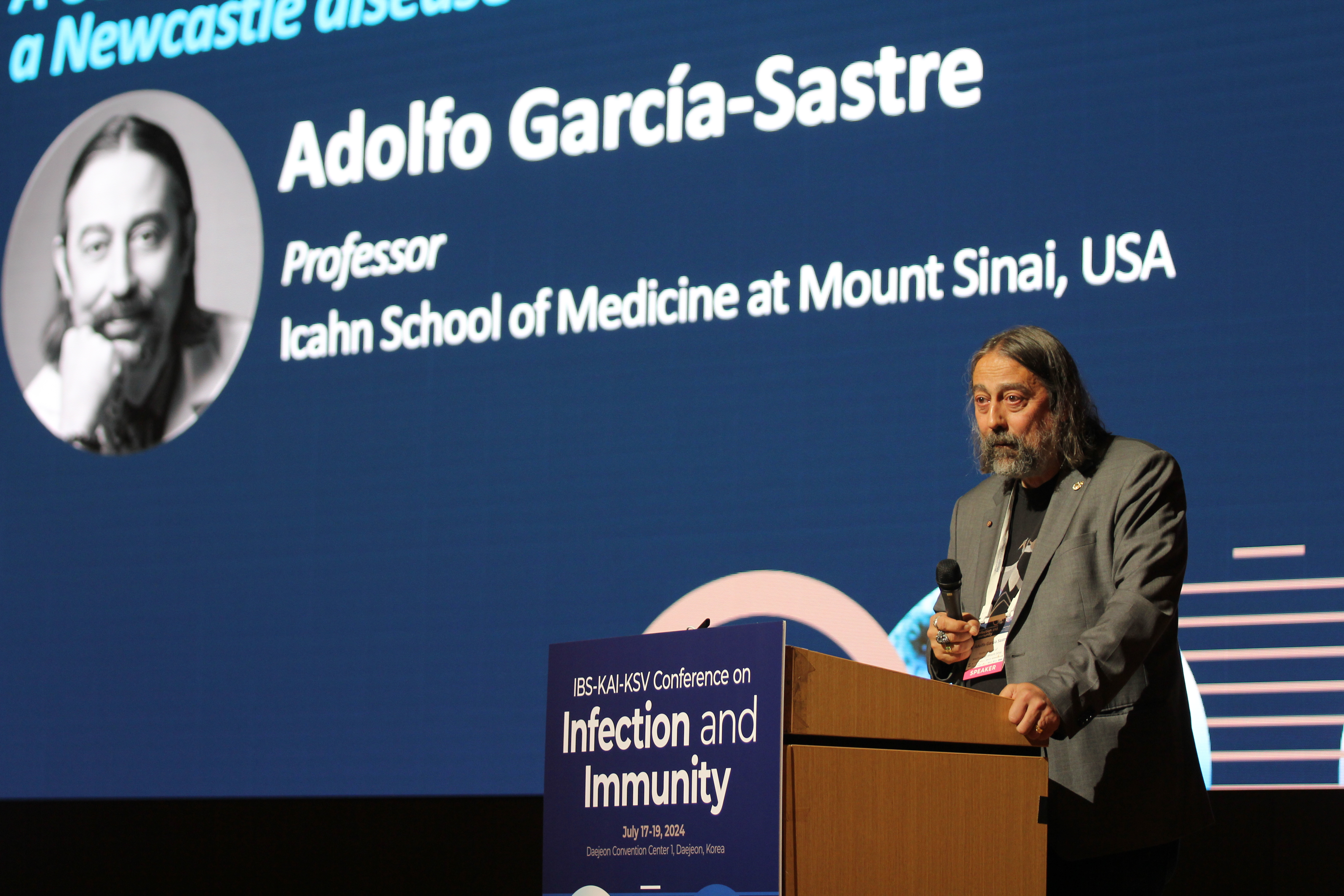
Adolfo García Sastre hablando en una conferencia en Corea del Sur en 2024.

Licenciado en Ciencias por la Universidad de Salamanca en 1986, se doctoró por la misma universidad en 1990. Se trasladó a Estados Unidos en 1991 con una beca postdoctoral de investigación de la OTAN en la Hospital Monte Sinaí de Nueva York (1991-1993), posteriormente logró una beca de investigación Fulbright (1993-1994) para a continuación convertirse en investigador profesor asistente en el departamento de microbiología (1995-1996), profesor Ayudante Doctor (1997-2001), profesor titular (2001-2003) y catedrático desde 2004.
En 2005, como investigador principal de una subvención del proyecto del programa Instituto Nacional de Alergias y Enfermedades Infecciosas (NIAID) de Estados Unidos, García-Sastre y su equipo fueron noticia cuando reconstruyeron el virus de la influenza pandémica de 1918, extinto.
En la actualidad es director del Centro de Investigación sobre la Patogénesis de la Influenza (CRIP), uno de los cinco Centros de Excelencia financiados por el NIAID para la Investigación y Vigilancia de la gripe. Fue uno de los primeros miembros de la Sección de Estudio de Vacunas y miembro de la Sección de Estudio de Virología B de NIH.
Durante los últimos 25 años, se ha centrado en la biología molecular de los virus de la influenza y otros virus de ARN de cadena negativa. Durante su formación postdoctoral a principios de la década de 1990, desarrolló, por primera vez, estrategias novedosas para la expresión de antígenos extraños por un virus de ARN de cadena negativa, el virus de la gripe.
En junio de 2018 fue propuesto por las Facultades de Ciencias y de Ciencias de la Salud, el Consejo de Gobierno de la Universidad de Burgos para su nombramiento como doctor honoris causa.
García-Sastre posee patentes activas.
García-Sastre es autor de más de 700 publicaciones.